# Championnat de Yougoslavie masculin de volley-ball

## Historique
- Le championnat de Yougoslavie a été disputé sa première saison (1945) par « équipes nationales ».
- Le championnat de Yougoslavie a disputé sa dernière saison en 1990-1991 en raison de la dissolution du pays et de l'indépendance des différents États la constitutant.

## Palmarès
| - 1945 : Croatie - 1946 : Partizan Belgrade - 1947 : Partizan Belgrade - 1948 : Mladost Zagreb - 1949 : Partizan Belgrade - 1950 : Partizan Belgrade - 1951 : Czvena Zvezda Belgrade - 1952 : Mladost Zagreb - 1953 : Partizan Belgrade - 1954 : Czvena Zvezda Belgrade - 1955 : Branik Maribor - 1956 : Czvena Zvezda Belgrade - 1957 : Czvena Zvezda Belgrade - 1958 : Jugoslavija Belgrade - 1959 : Jugoslavija Belgrade | - 1960 : Jugoslavija Belgrade - 1961 : Jugoslavija Belgrade - 1962 : Mladost Zagreb - 1963 : Mladost Zagreb - 1964 : Zeleznicar Belgrade - 1965 : Mladost Zagreb - 1966 : Mladost Zagreb - 1967 : Partizan Belgrade - 1968 : Mladost Zagreb - 1969 : Mladost Zagreb - 1970 : Mladost Zagreb - 1971 : Mladost Zagreb - 1972 : Gik Banat Zrenjanin - 1973 : Partizan Belgrade - 1974 : Czvena Zvezda Belgrade | - 1975 : Spartak Subotica - 1976 : Vardar Skopje - 1977 : Mladost Zagreb - 1978 : Partizan Belgrade - 1979 : Modrica Modrica - 1980 : Veliko Gradiste SK - 1981 : Mladost Zagreb - 1982 : Mladost Zagreb - 1983 : Mladost Zagreb - 1984 : Mladost Zagreb - 1985 : Mladost Zagreb - 1986 : Mladost Zagreb - 1987 : Bosna Sarajevo - 1988 : Vojvodina Novi Sad - 1989 : Vojvodina Novi Sad | - 1990 : Partizan Belgrade - 1991 : Partizan Belgrade |

## Après...
- Championnat de Serbie-et-Monténégro
- Championnat de Croatie
- Championnat de Slovénie
- Championnat de Bosnie-Herzégovine
- Championnat de Macédoine